# Monocarril Metropolità de Tama
El Monocarril Metropolità de Tama (多摩都市モノレール, Tama toshi Monorēru), també conegut com a Monocarril de Tama, és una empresa de transport del tercer sector que opera una línia del mateix nom consistent en un sistema de monocarril que circula per diversos municipis del Tòquio Occidental. La seu de la companyia es troba a la ciutat de Tachikawa, Tòquio.
La línia consisteix en un sistema de monocarril de doble via de 16 quilòmetres entre les ciutats de Higashi-Yamato i Tama passant per les de Tachikawa, Hino i Hachiōji en 36 minuts.

## Història
L'empresa es creà el 8 d'abril de 1986 amb una participació majoritària del Govern Metropolità de Tòquio, el qual pretenia crear una xarxa de transport públic al Tòquio Occidental o regió de Tama, un projecte impulsat ja des de l'any 1979. El juny de 1990 s'aprova la construcció de la primera secció de la línia, entre les estacions de Kami-Kitadai i Tachikawa-Kita, que va ser inaugurada l'any 1998. Un any després, el setembre de 1990, s'aprova la construcció del tram de línia entre les estacions de Tachikawa-Kita i Tama-Center, que fou inaugurat el 10 de gener de 2000.

## Línia
| Estació Número | Imatge                      | Estació                     | Japonès            | Distància (km)  | Distància (km) | Enllaç                      | Situació       |
| Estació Número | Imatge                      | Estació                     | Japonès            | Entre estacions | Total          | Enllaç                      | Situació       |
| -------------- | --------------------------- | --------------------------- | ------------------ | --------------- | -------------- | --------------------------- | -------------- |
| TT19           | Kamikitadai                 | Kami-Kitadai                | 上北台             | 0,0             | 0,0            |                             | Higashi-Yamato |
| TT18           | Sakurakaidō                 | Sakura-Kaidō                | 桜街道             | 0,7             | 0,7            |                             | Higashi-Yamato |
| TT17           | Tamagawajousui              | Tamagawa-Jōsui              | 玉川上水           | 0,8             | 1,5            | Seibu-Haijima (SS33)        | Higashi-Yamato |
| TT16           | Sunagawa-Nanaban            | Sunagawa-Nanaban            | 砂川七番           | 1,0             | 2,5            |                             | Tachikawa      |
| TT15           | Izumi-Taiikukan             | Izumi-Taiikukan             | 泉体育館           | 0,5             | 3,0            |                             | Tachikawa      |
| TT14           | Tachihi                     | Tachihi                     | 立飛               | 0,6             | 3,6            |                             | Tachikawa      |
| TT13           | Takamatsu                   | Takamatsu                   | 高松               | 0,6             | 4,2            |                             | Tachikawa      |
| TT12           | Tachikawa-Kita              | Tachikawa-Kita              | 立川北             | 1,2             | 5,4            | JR East-Chūō·Ōme·Nanbu      | Tachikawa      |
| TT11           | Tachikawa-Minami            | Tachikawa-Minami            | 立川南             | 0,4             | 5,8            | JR East-Chūō·Ōme·Nanbu      | Tachikawa      |
| TT10           | Shibasaki-Taiikukan         | Shibasaki-Taiikukan         | 柴崎体育館         | 0,7             | 6,5            |                             | Tachikawa      |
| TT09           | Kōshū-Kaidō                 | Kōshū-Kaidō                 | 甲州街道           | 1,5             | 8,0            |                             | Hino           |
| TT08           | Manganji                    | Manganji                    | 万願寺             | 1,3             | 9,3            |                             | Hino           |
| TT07           | Takahatafudō                | Takahatafudō                | 高幡不動           | 1,2             | 10,5           | Keiō-Keiō·Dōbutsuen         | Hino           |
| TT06           | Hodokubo                    | Hodokubo                    | 程久保             | 0,8             | 11,3           |                             | Hino           |
| TT05           | Tama-zoo                    | Tama-Dōbutsukōen            | 多摩動物公園       | 1,0             | 12,3           | Keiō-Dōbutsuen              | Hino           |
| TT04           | Chuo Daigaku Meisei Daigaku | Chūō Daigaku-Meisei Daigaku | 中央大学・明星大学 | 1,1             | 13,4           |                             | Hachiōji       |
| TT03           | Ôtsuka-Teikyō               | Ōtsuka-Teikyō Daigaku       | 大塚・帝京大学     | 0,9             | 14,3           |                             | Hachiōji       |
| TT02           | Matsugaya                   | Matsugaya                   | 松が谷             | 0,8             | 15,1           |                             | Hachiōji       |
| TT01           | Tama Center                 | Tama-Center                 | 多摩センター       | 0,9             | 16,0           | Keiō-Sagamihara Odakyū-Tama | Tama           |

## Material rodant

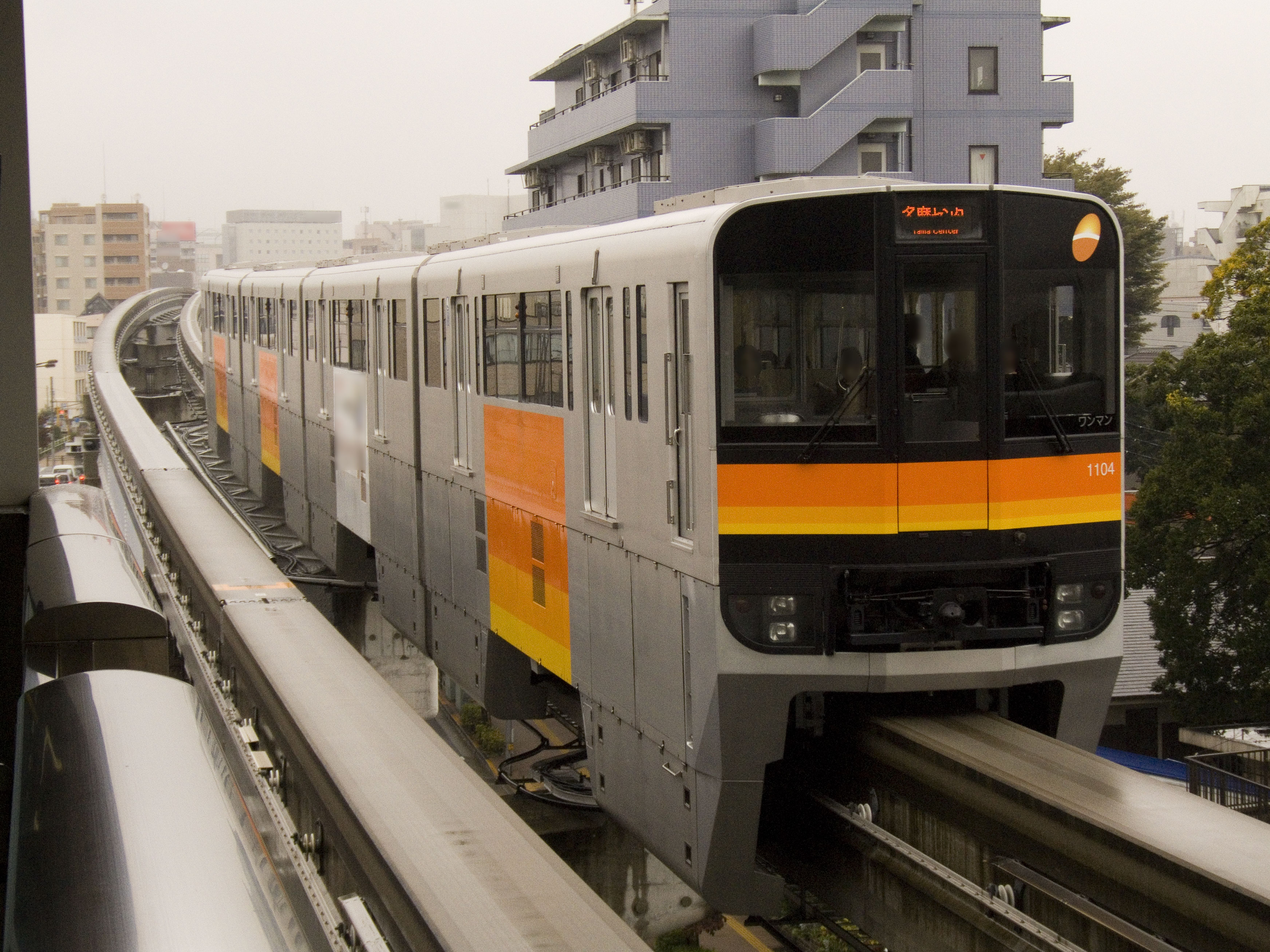
Exterior sèrie 1000
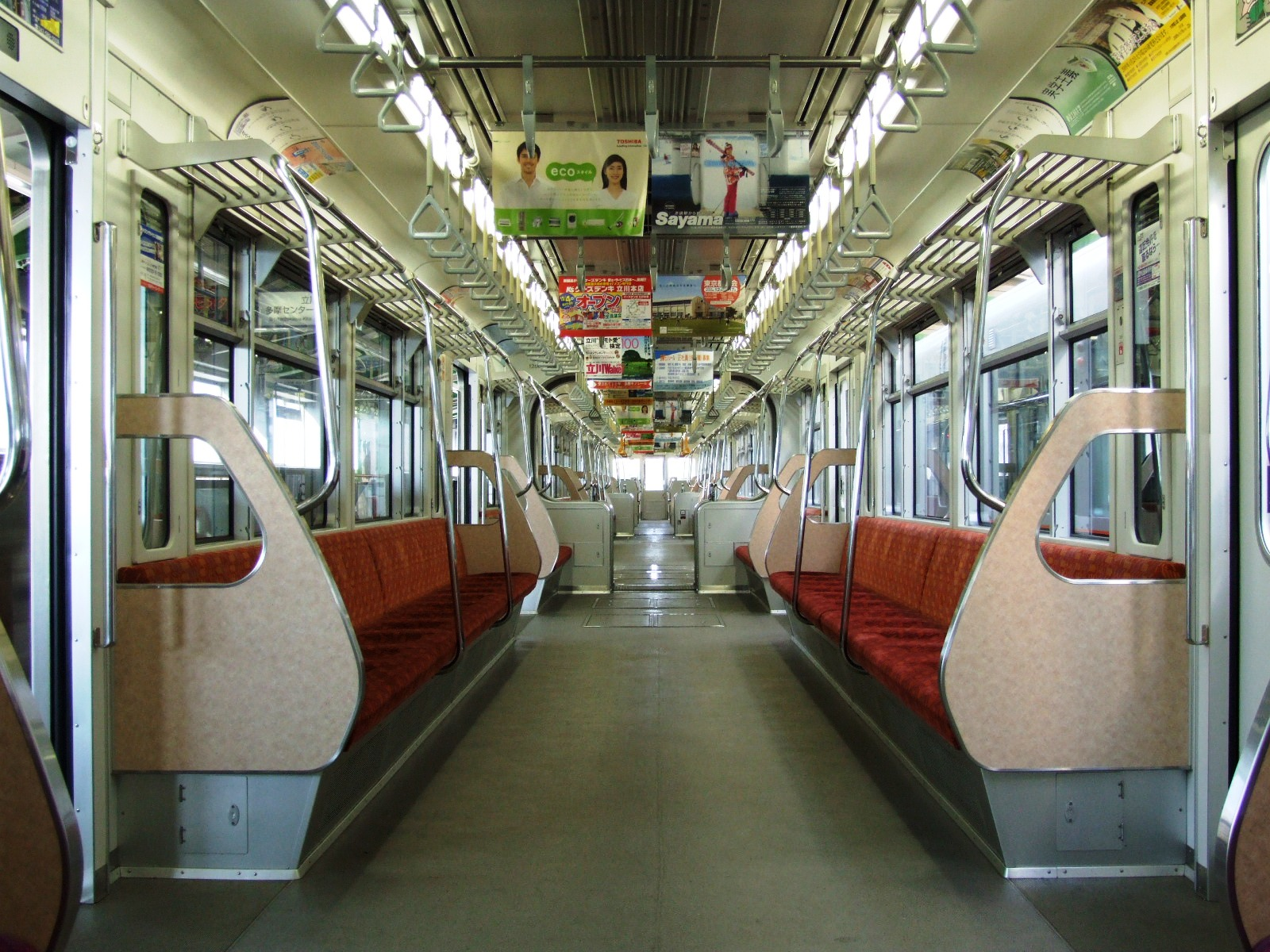
Interior sèrie 1000